# Estación Lo Espejo
Lo Espejo (también conocida como Espejo) es una estación de ferrocarriles construida al borde de la actual comuna de Lo Espejo en el año 1900 que luego cerró en 1986; sin embargo el servicio Metrotrén reabrió la estación par su uso en 2017.

## Historia

### Estación original
El primer tren en pasar por la antigua estación fue en 1857 que corrió entre Santiago y San Bernardo. Tuvo casa de máquinas a vapor, donde caldeaban a las locomotoras y se le realizaba mantención a estas. Hecha de tabiquería de adobe y madera, la casa estación se construyó en 1900, la cual contaba con una oficina para el jefe de estación, boleterías y una casa habitación del encargado. La principal carga manejada antiguamente era madera, ganado, carboncillo y sal.
Históricamente fue la estación siguiente hacia el sur de la Estación Central, llegando a ser en algún momento sumamente importante en el aspecto carga en Santiago. En esta estación se recibían los carros reparados provenientes de las maestranzas Morgan y Chena. Contaba con desvíos a las empresas del barrio industrial "Lo Espejo" como era llamado en esos días, hoy San Bernardo.
Entre 1965 y 1979 la estación fue uno de los paraderos de los servicios de trenes populares, que conectaban San Bernardo con el centro de Santiago. Dejó de funcionar el año 1986 como estación de pasajeros y carga, siendo el último jefe de estación, Nibaldo Ahumada Mondaca, actual concejal de la comuna.
Actualmente está considerada dentro de la zona típica del expueblo de Lo Espejo, fundado en 1893. Sus coordenadas exactas eran 33°32′08.1″S 70°41′26.3″O / -33.535583, -70.690639, ubicada contigua a la calle Jorge Guerra Squella, entre la calle Centenario y la avenida Lo Espejo. La estación original desapareció el 13 de noviembre de 2015 debido a un incendio.

### Nueva estación
La estación forma parte del proyecto de 6 nuevas estaciones para el Metrotren dispuesto en el Plan Trienal 2008-2010.
Desde marzo de 2017 la nueva estación Lo Espejo del Tren Nos-Estación Central está ubicada en avenida Clotario Blest con calle Lucila Godoy.
Durante las protestas en Santiago ocurridas en octubre de 2019, la estación fue cercada con barricadas en llamas, por lo que el servicio en la estación fue suspendido. El tren nuevamente comenzó a detenerse en todas las estaciones desde el 22 de octubre.

## Conexión con Red Metropolitana de Movilidad
El ingreso a la estación es por medio de torniquetes, utilizando el sistema integrado de la tarjeta bip.
La estación posee 5 paraderos de la Red Metropolitana de Movilidad en sus alrededores, los cuales corresponden a:
| Paradero / Código                  | Recorridos                                                 |
| ---------------------------------- | ---------------------------------------------------------- |
| Parada 1 / Est. Lo Espejo (PH1508) | I05 (Metro Lo Ovalle)                                      |
| Parada 2 / Est. Lo Espejo (PH1452) | 119 (Lo Espejo) - 329 (Mall Plaza Oeste) - I05 (Rinconada) |
| Parada 3 / Est. Lo Espejo (PH800)  | 119 (Mapocho) - 329 (Mall Florida Center)                  |
| Parada 4 / Est. Lo Espejo (PH563)  | H06 (Av. Matta)                                            |
| Parada 5 / Est. Lo Espejo (PH571)  | H06 (Población Las Turbinas)                               |